# Ewa Usowicz

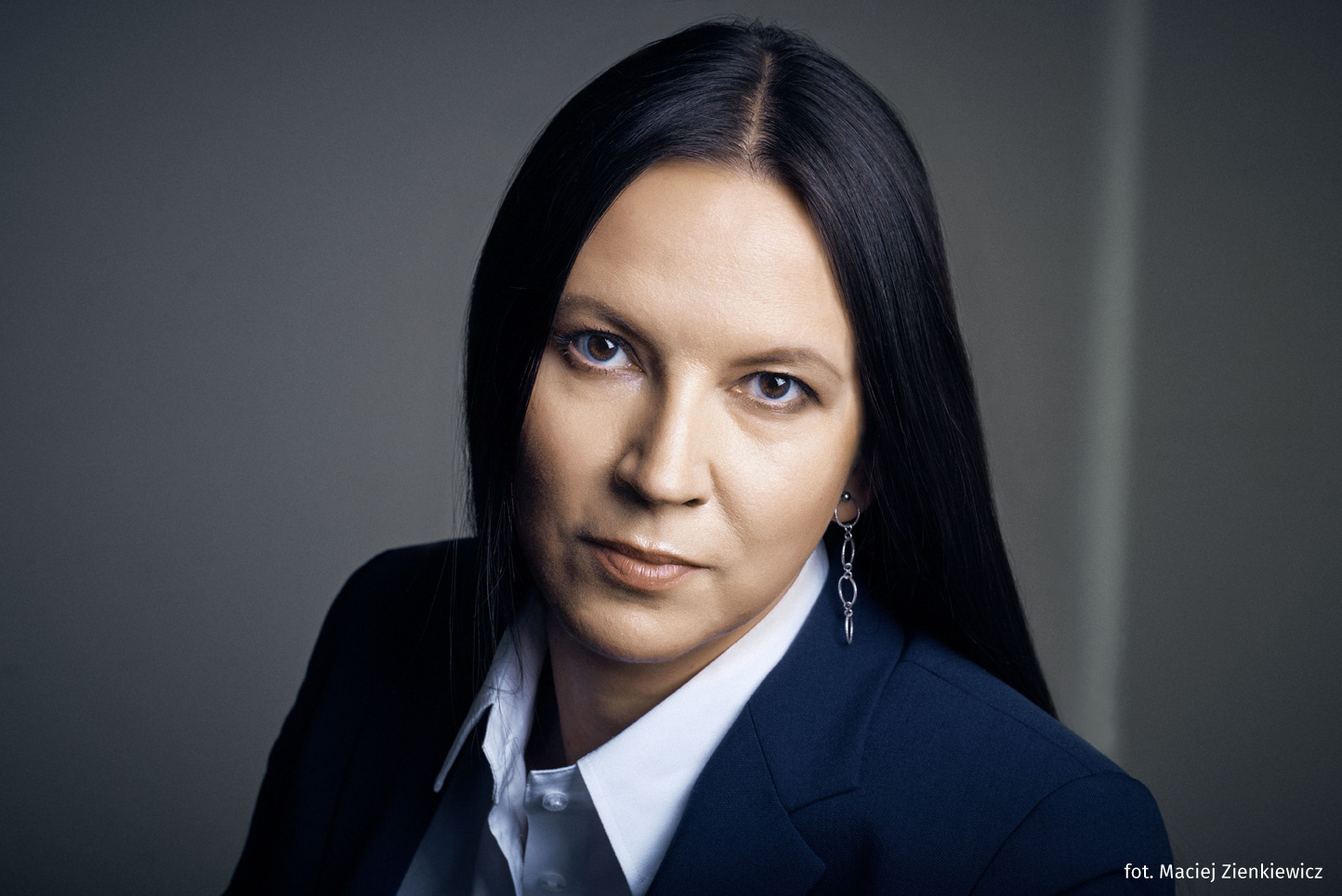
Ewa Usowicz

Ewa Usowicz (ur. 29 grudnia 1975 r. w Augustowie) – polska dziennikarka i publicystka prawna, obecnie dyrektor Działu Serwisów Informacyjnych Wolters Kluwer Polska.

## Edukacja
Ukończyła studia na Wydziale Prawa Uniwersytetu w Białymstoku (1999 r.) i Podyplomowe Studia Menadżerskie w Szkole Głównej Handlowej w Warszawie (2010 r.)

## Kariera zawodowa
Od początku kariery zawodowej związana z dziennikarstwem prawnym – najpierw jako dziennikarka "Gazety Prawnej", a następnie –  "Rzeczpospolitej". W latach 2007–2010 była kierownikiem Działu Prawa i Podatków „Rzeczpospolitej” (tzw. żółte strony), a w latach 2010–2017 – zastępcą redaktora naczelnego „Rzeczpospolitej”. Od 2016 r. współtworzyła i prowadziła program Rzecz o Prawie w internetowej telewizji „Rzeczpospolitej".
Od 2017 r. jest dyrektorem Działu Serwisów Informacyjnych Wolters Kluwer – największego wydawcy prawnego w Polsce. Wraz z zespołem stworzyła tam serwis Prawo.pl – uruchomiony w sierpniu 2018 r., zawierający aktualne informacje z zakresu prawa.
Zasiadała w Kapitułach: Rankingu Kancelarii Prawniczych „Rzeczpospolitej”, Konkursu Prawnik Pro bono organizowanego przez Fundację Uniwersyteckich Poradni Prawnych pod auspicjami prezesa Trybunału Konstytucyjnego oraz Nagrody im. Edwarda Wende. Obecnie członkini Kapituły Ogólnopolskiego Konkursu Tax’n’You.

## Nagrody i wyróżnienia
Laureatka nagród dziennikarskich – m.in. „Libertas et Auxilium – przyznawanej dla najlepszych dziennikarzy zajmujących się tematyką prawa konkurencji (2007 r.) i „Złotej Wagi" przyznawanej przez Adwokaturę dla najlepszych dziennikarzy prawnych (2011r.).
W 2014 r. odznaczona przez Prezydenta RP Brązowym Krzyżem Zasługi za dokonania w budowaniu niezależnej prasy w Polsce oraz za osiągnięcia w pracy dziennikarskiej i redakcyjnej.